# Pergola (tuin)

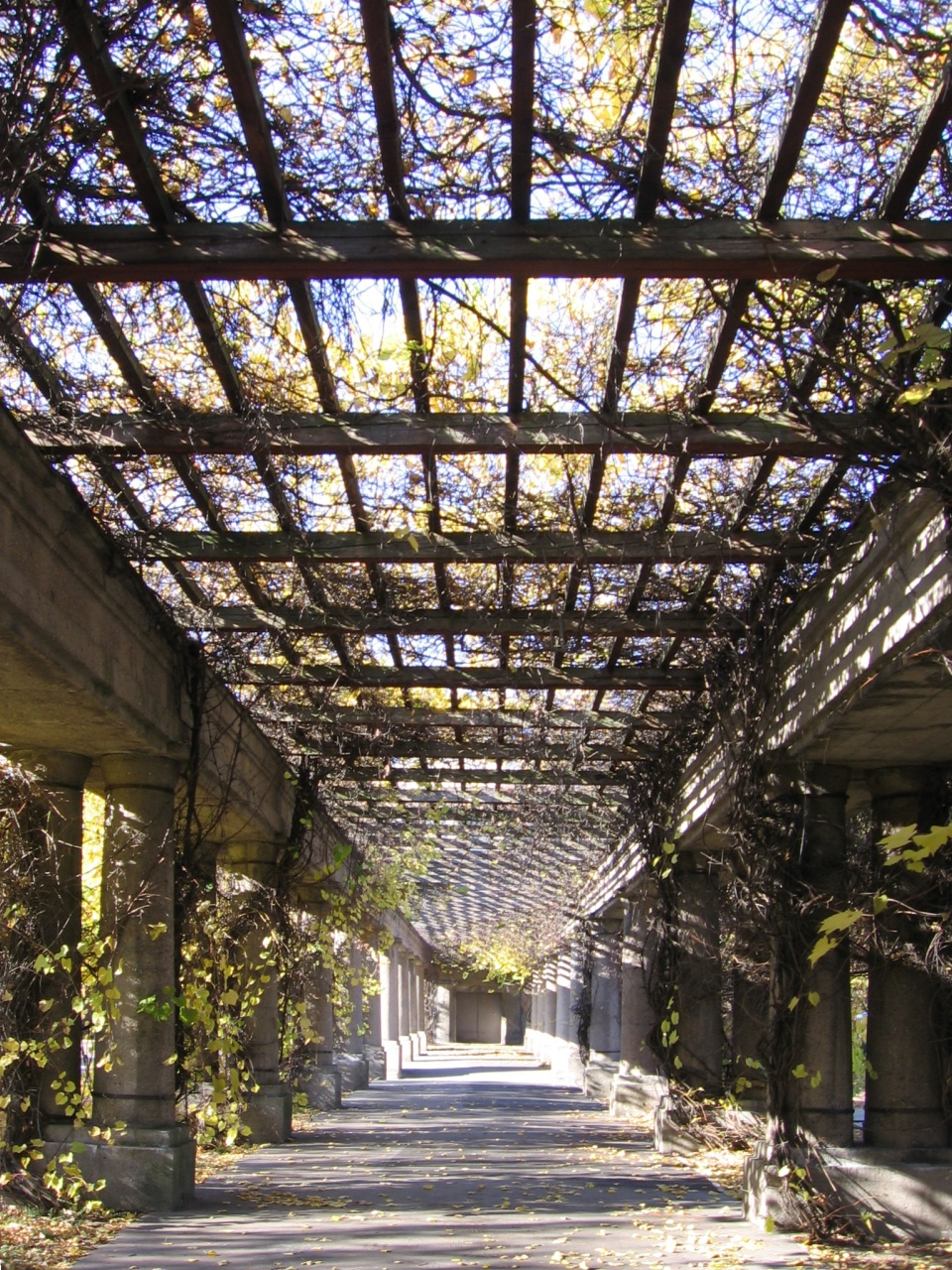
Pergola in Wrocław

Een pergola is een constructie van latten op palen in de tuin waarlangs planten kunnen groeien. Meestal is deze gemaakt van hout of metaal. Pergola's worden vaak tegen de gevel van een huis of ander gebouw geplaatst. 
Een pergola kan dienen om planten tegen aan te groeien of doeken aan te spannen als zonnewering. 
Bij een pergola hanteert men de volgende termen:
- Staanders: dit zijn de palen waaraan de hele constructie is opgehangen.
- Liggers: dit zijn de langste dwarsbalken; ze verbinden onderling de staanders.
- Schoren: halen de horizontale beweging uit de constructie (maken de constructie stijf).
- Ruiters: dit zijn de korte balken die haaks op de liggers komen te liggen.